# Temple mormon de Veracruz
Le temple mormon de Veracruz est un temple de l’Église de Jésus-Christ des saints des derniers jours situé à Veracruz, dans l’État de Veracruz, au Mexique. Il a été inauguré le 9 juillet 2000.